# Sayyid

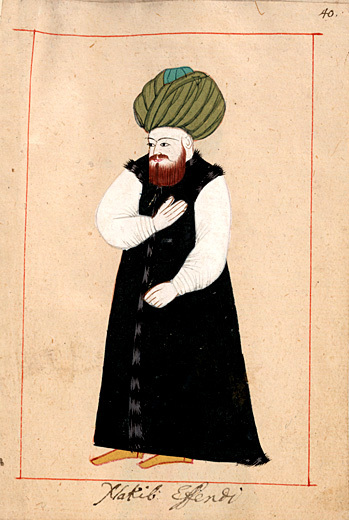
Im Osmanischen Reich hatten die Sayyids das Privileg, einen grünen Turban zu tragen

Sayyid (arabisch سَيِّد, DMG Sayyid ‚Herr‘, pl. سادات, DMG Sādāt, auch als Anrede; weibliche Form arabisch سَيِّدة, DMG Sayyida ‚Frau, Dame‘, auch als Anrede; persische Aussprache Seyyed; türkisch Seyyid; albanisch Seid; kurdisch Seyîd, weibliche Form: Seyyîde; malaiisch Syed; bosnisch Sejdić) ist der Ehrentitel der Nachkommen des islamischen Propheten Mohammed, die von ihm über seine Tochter Fatima und deren Ehemann Ali ibn Abi Talib abstammen. Zum Beweis des Titelanspruchs wird unter anderem ein genauer Stammbaum geführt. Unter den schiitischen Klerikern tragen die Sayyids einen schwarzen Turban, während alle anderen weiße tragen. Innerhalb des schiitischen Islams (etwa in Iran und im Irak) gelten als legitime Nachkommen die Geistlichen, welche von Fatima und Ali ibn Abi Talib über deren jüngeren Sohn al-Ḥusain b. ‘Alī abstammen. Der Titel Scherif (arabisch شريف Scharīf, DMG Šarīf), „der Edle“, gilt hingegen für die Nachkommen von dessen älterem Bruder al-Hasan ibn ʿAlī, darunter für die Herrscherhäuser von Jordanien und Marokko. Sie tragen einen grünen Turban.

## Unterscheidung
Da für arabische Begriffe oft eine ungenaue oder zumindest uneinheitliche lateinische Umschrift verwendet wird, kann der Titel Sayyid mit den Namen Said (سعيد, DMG Saʿīd) oder Zaid (زيد, DMG Zaid) verwechselt werden, die sich in der Aussprache aber deutlich voneinander unterscheiden.

## Etymologie
Einige Experten der arabischen Sprache gehen davon aus, dass der Begriff seinen Ursprung im Wort al-asad (arabisch الأسد) hat, was „Löwe“ bedeutet, vermutlich wegen der Eigenschaften von Tapferkeit und Führungsstärke. Das Wort leitet sich vom Verb sāda ab, das „herrschen“ bedeutet. Der Titel Seyyid/Sayyid existierte bereits vor dem Islam, jedoch nicht im Zusammenhang mit einer bestimmten Abstammung, sondern als meritokratisches Zeichen des Respekts.
Das Hans-Wehr-Wörterbuch Dictionary of Modern Written Arabic definiert Seyyid als Übersetzung für „Herr“, „Anführer“, „Souverän“ oder „Gebieter“. Es bezeichnet auch jemanden, der respektiert wird und einen hohen Status besitzt.
Im arabischen Raum ist Sayyid das Äquivalent zum englischen Begriff „Lehnsherr“ oder „Gebieter“, wenn er sich auf einen Nachfahren von Mohammed bezieht, wie zum Beispiel in Sayyid Ali Sultan.

## Herkunft des Titels
Der Ursprung des Titels Sayyid ist unklar. Laut dem Forscher Morimoto Kazuo existierte der Titel Sayyid als einheitliche Bezeichnung für Nachkommen von Muhammad erst ab den Mongoleneroberungen. Dies wird durch historische Berichte über Abdul Qadir Gilani und Bahauddin Naqshband bestätigt, die sich trotz ihrer Abstammung von Muhammad nicht mit einem solchen Titel bezeichneten. In einigen Fällen nahm die herrschende Gemeinschaft eines Landes diesen Titel an, um sich Respekt und Ehre zu verschaffen, obwohl sie keine direkten Nachfahren von Muhammad waren. Dies lässt vermuten, dass der Titel zu einem späteren Zeitpunkt eingeführt wurde. Morimoto bezieht sich auf Mominov, der beschreibt, dass während der mongolischen Ära (Ilchane) das Aufkommen eines Führers zur Verbreitung des Titels Sayyid führte. Dieser Führer war wahrscheinlich der sunnitische Gelehrte Mir Sayyid Ali Hamadani, der in dieser Zeit lebte und als Heiliger unter den Ehrentiteln „Amir-e-Kabir“ (deutsch: Großer Prinz) und „Ali-e-Saani“ (deutsch: Zweiter Ali) bekannt war. Hamadani hinterließ in Kashmir ein bedeutendes religiöses Erbe, und seine Zentrale (persisch: Khanqah), die Khanqa-e-Mola, kam unter die Kontrolle des Groß-Sayyid Hazrat Ishaan. Die Nachkommen von Hazrat Ishaan sind heute im Hauptquartier von Hamadani begraben, welches heute als Ziyarat Naqshband Sahab bekannt ist.
Im sunnitischen Islam, wie er im Osmanischen und Mogulreich praktiziert wurde, kann eine Person, die von Muhammad abstammt (entweder väterlicher- oder mütterlicherseits), den Titel Sayyid nur auf meritokratische Weise beanspruchen, indem sie Prüfungen besteht. Dadurch wurden exklusive Rechte, wie die Zahlung geringerer Steuern, gewährt. Diese beruhen meist auf dem nachgewiesenen Wissen über den Koran und der Frömmigkeit (Arabisch: Taqwa), die von einem Naqib al-Ashraf (auch als Mir in persischsprachigen Ländern bekannt) geprüft werden. Ein bemerkenswertes Beispiel für einen solchen Naqib (Plural: „Nuqaba“) oder Mir (Plural: „Miran“) ist Hazrat Ishaan im Mogulreich und sein Nachkomme Sayyid Mir Fazlullah Agha in Königlichen Afghanistan.
Im schiitischen Islam, mit dem Aufstieg der Safawiden-Dynastie, beansprucht eine männliche Person mit einem nicht-Sayyid-Vater und einer Sayyida-Mutter den Titel Mirza.

## Mittlerer Osten
Männer, die den Sayyid-Familien oder -Stämmen in der arabischen Welt angehören, trugen traditionell weiße oder elfenbeinfarbene Dolche wie Jambias, Khanjars oder Schibriyas, um ihren adeligen Status unter anderen arabischen Männern zu kennzeichnen. Diese Tradition wurde jedoch durch die örtlichen Gesetze der verschiedenen arabischen Länder weitgehend eingeschränkt.

### Afghanistan
In der Islamischen Republik Afghanistan wurden die Sayyid als ethnische Gruppe anerkannt. Am 15. März 2019 beschloss Präsident Ashraf Ghani, den „Stamm der Sadat“ in den elektronisch erfassten nationalen Personaldaten zu erwähnen. Die mehrheitlich in Balch und Kundus im Norden und in Nangarhar im Osten lebenden Sayyiden sind sunnitische Muslime, aber es gibt auch einige, darunter in der Provinz Bamiyan, die dem schiitischen Islam angehören. Diese werden oft als Sadat (von arabisch سادات, DMG Sādāt, Pluralform von Sayyid) bezeichnet, ein Wort, das traditionell „im nördlichen Hedschas-Gebiet und in Britisch-Indien gleichermaßen auf die Nachfahren von Hasan und Hussein, (den ersten schiitischen Märtyrern) Söhnen von Ali und Enkeln von Mohammed, angewendet wurde“.

### Irak

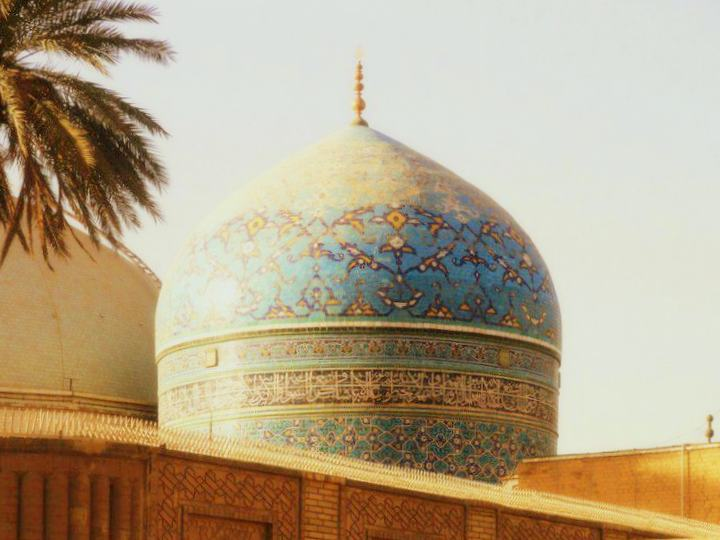
Grab von Abdul Qadir Gilani, der als höchster Sayyid mit dem Titel Ghause Azam verehrt wird

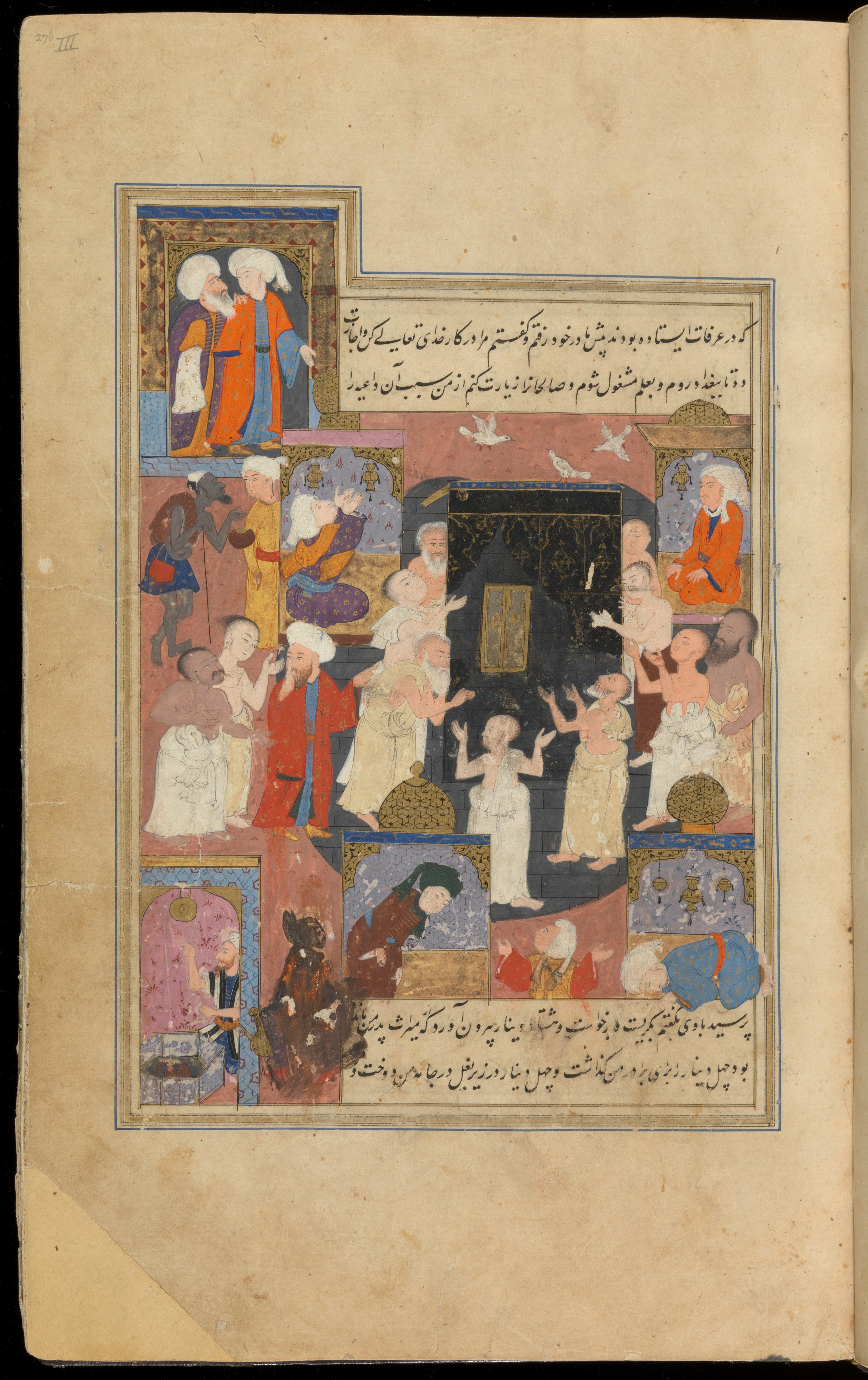
Miniatur zur Geschichte von Sayyid Abdul Qadir Gilani

Die Sayyid-Familien im Irak sind so zahlreich, dass Bücher speziell zur Auflistung dieser Familien und ihrer Stammbäume verfasst wurden. Zu diesen Familien gehören: die Alyassiri, Al Aqeeqi, Al-Nasrullah, Al-Wahab, Al-Hashimi, Al-Barznji, Al-Quraishi, Al-Marashi, Al-Witry, Al-Obaidi, Al-Samarai, Al-Zaidi, Al-A'araji, Al-Baka, Al-Hasani, Al-Hussaini, Al-Shahristani, Al-Qazwini, Al-Qadri, Tabatabaei, Al-Alawi, Al-Ghawalib (Al-Ghalibi), Al-Musawi, Al-Awadi (nicht zu verwechseln mit der Al-Awadhi, die der ethnische Gruppen Gruppe der Huwala angehören), Al-Gharawi, Al-Sabzewari, Al-Shubber, Al-Hayali, Al-Kamaludeen, Al-Asadi und viele andere.

### Iran

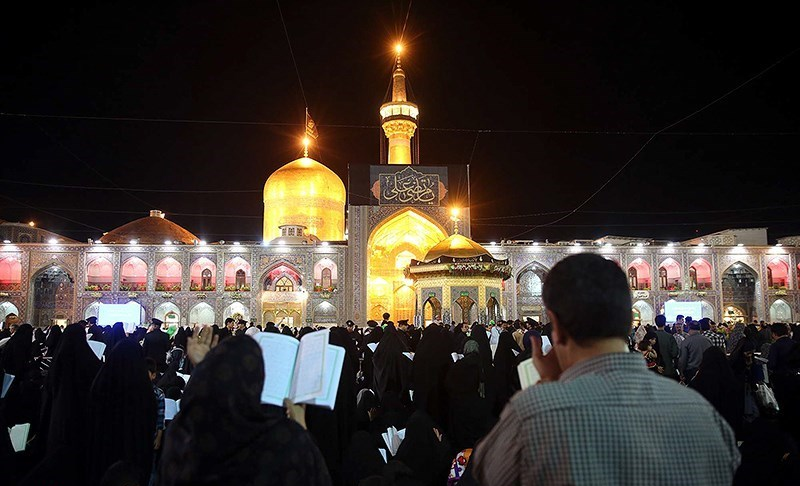
Mausoleum von Imam Reza

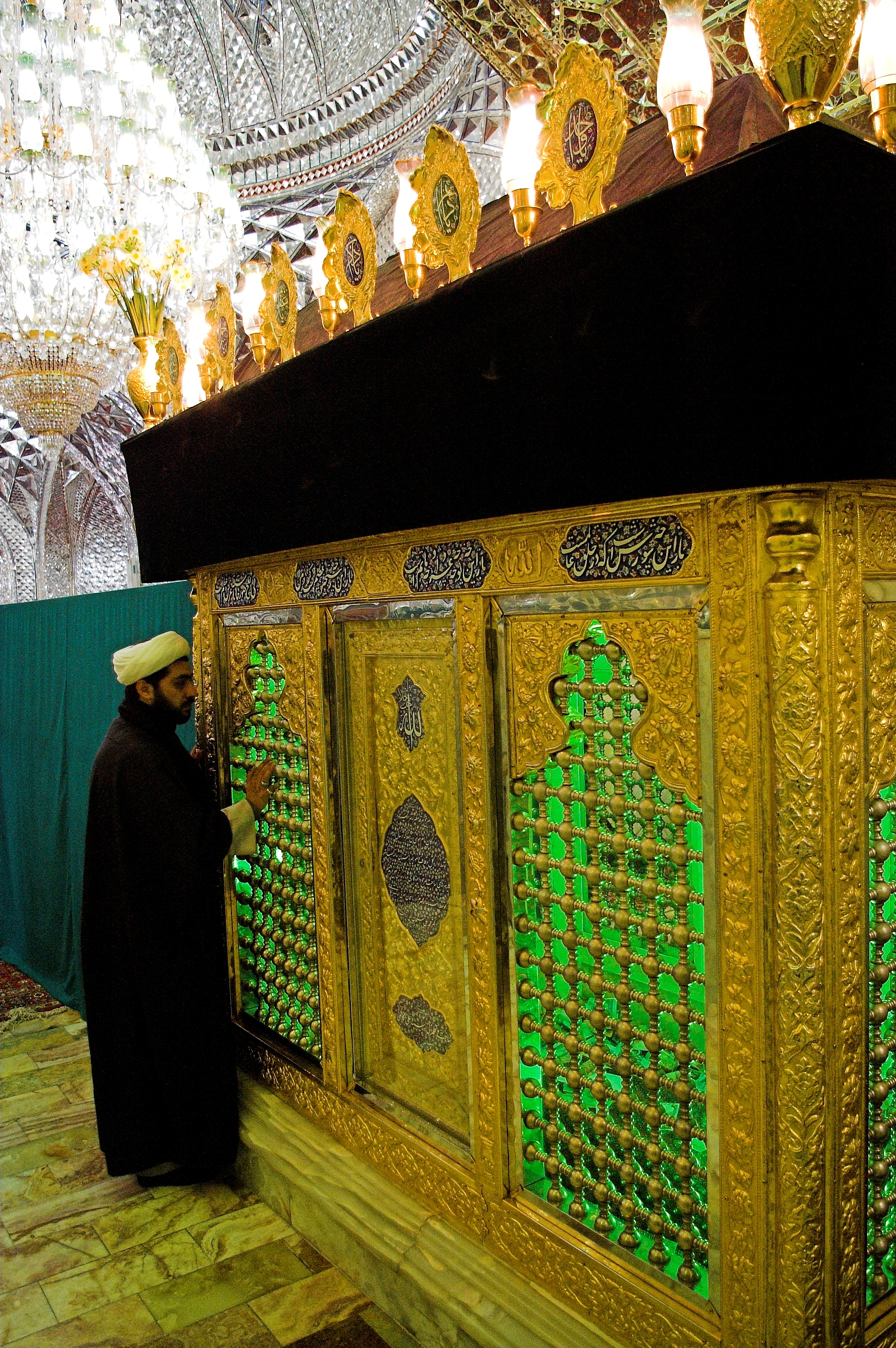
Mausoleum von Imamzadeh Sayyid Hamza bin Musa al-Kazim

Sayyids (auf persisch سید Seyyed) gibt es in großer Zahl in Iran. Der Leiter der „Nationalen Organisation für Personenstandsregister“ in Iran erklärte, dass mehr als eine Million Iraner Sayyid sind. Die Mehrheit der Sayyids wanderte im 15. bis 17. Jahrhundert während der Safawiden-Ära aus arabischen Ländern nach Iran ein. Die Safawiden veränderten die religiöse Landschaft Irans, indem sie den Zwölfer-Schia-Islam zwangsweise einführten. Da der Großteil der Bevölkerung sunnitisch war und eine gebildete Schia-Theologie in Iran zu dieser Zeit selten war, holte Schah Ismail I. eine neue Gruppe von schiitischen Ulama nach Iran, die hauptsächlich Sayyids aus den traditionellen schiitischen Zentren der arabischsprachigen Länder wie Jabal Amel (im Süden des Libanon), Syrien, Bahrain und dem südlichen Irak waren, um eine staatliche Geistlichkeit zu etablieren. Die Safawiden boten ihnen Land und Geld im Austausch für Loyalität an. Diese Gelehrten lehrten den Zwölfer-Schia-Islam, machten ihn für die Bevölkerung zugänglich und förderten aktiv die Konversion zum Schia-Islam.
Während der Herrschaft von Schah Abbas dem Großen holten die Safawiden weitere arabische Schiiten, hauptsächlich Sayyids, nach Iran. Sie bauten religiöse Institutionen für sie, darunter viele Madrasas (religiöse Schulen), und überzeugten sie erfolgreich, am Regierungsgeschehen teilzunehmen, was sie zuvor gemäß der Lehre des verborgenen Imam gemieden hatten.

### Bahrain
In Bahrain wird der Begriff Sayyids verwendet, um die Nachkommen von Muhammad in der vierten Generation zu bezeichnen. Sayyids sind überall im Land in großer Zahl zu finden, obwohl die genauen Zahlen oft widersprüchlich sind. Sayyids begannen im 8. Jahrhundert in Bahrain zu leben. Die Bahrainer unterstützten Imam Ali in seinen Kriegen bei der Kamelschlacht, Siffin und Nahrawan. Einige prominente Führer unter den bahrainischen Männern, die dem Befehlshaber der Gläubigen dienten, waren die Gefährten Zayd ibn Suhan al-Abdi, der in der Kamelschlacht getötet wurde, als er an der Seite von Imam Ali kämpfte. Ein weiterer wichtiger Gefährte war Sa'sa'a bin Sohan al-Abdi, der als Gesandter des Befehlshabers der Gläubigen zu Mu'awiya diente. Die beiden hatten zahlreiche Begegnungen, die von Historikern überliefert wurden. 

### Oman
Im Oman wird der Titel Sayyid ausschließlich als königlicher Titel verwendet und nicht, um eine Abstammung von Muhammad anzuzeigen. Er wird von Mitgliedern der regierenden Al-Said-Familie verwendet, die nicht von Muhammad abstammen, sondern von den Azd, einem qahtanischen Stamm. Alle männlichen Nachkommen von Ahmad bin Said al-Busaidi, dem ersten Herrscher Omans aus der Al-Said-Dynastie, dürfen den Titel Sayyid oder Sayyida führen. Männliche Nachkommen von Turki ibn Said, dem Sultan von Oman, dürfen ebenfalls den Ehrentitel Seine/Ihre Hoheit verwenden. Der Titel Sayyid in Oman wird manchmal als Prinz übersetzt.

### Jemen
Im Jemen werden die Sayyids allgemein als Sadah bezeichnet und auch als Haschimiten bekannt. In religiöser Hinsicht praktizieren sie sunnitischen, schiitischen und sufischen Islam. Zu den Sayyid-Familien im Jemen gehören die Rassiden, die Qasimiden, die Mutawakkiliten, die Hamideddins, einige Al-Zaidi aus Ma'rib, Sanaa und Sa'da, die Ba 'Alawi sadah-Familien in Hadramaut, Mufadhal aus Sanaa, Al-Shammam aus Sa'da, die Sufyan aus Juban und die Al-Jaylani aus Juban.